# Annabelle Apsion
Jane Annabelle Apsion (Londra, 17 settembre 1960) è un'attrice britannica nota per aver interpretato Monica Gallagher nella commedia drammatica di successo Shameless, Joy Wilton in Soldier Soldier e Violet Buckle in L'amore e la vita - Call the Midwife.

## Biografia
Oltre a Shameless, Apsion è anche nota per le sue interpretazioni di Betty in My Good Friend, Beverly in The Lakes, Patricia Hillman in Coronation Street e Mrs. Faggio in Buonanotte  Mr. Tom di Michelle Magorian . È apparsa in due episodi di Midsomer Murders, Death in Chorus e Dead Man's 11, in due personaggi diversi. Ha anche interpretato un ruolo nel docu-dramma sul disastro di Hillsborough, andato in onda nel 1996 e ha raccontato la storia della tragedia del calcio del 1989. Da allora è apparsa in un episodio di Lewis e ha interpretato un piccolo ruolo nel primo episodio della sitcom In with the Flynns. Successivamente è apparsa nella serie della BBC The Village insieme alla sua co-protagonista in Shameless Maxine Peake.
Nel 2001, ha recitato accanto a Johnny Depp, Heather Graham e Robbie Coltrane in La vera storia di Jack lo squartatore - From Hell nel ruolo di Polly Nichols, la prima vittima conosciuta di Jack lo squartatore. Altri film in cui è apparsa comprendono About a Boy - Un ragazzo, Zona di guerra, Lolita, This Year's Love e Ironclad.
Apsion è apparsa, a intermittenza, in Shameless nei panni di Monica Gallagher tra il 2004 e il 2006, prima di diventare una interprete regolare del cast per la quarta serie dello show nel 2007. Ha lasciato il programma nel 2008, con le sue scene finali in onda nel marzo 2009 durante la sesta serie. È tornata brevemente al ruolo nel 2011 durante l'ottava serie  e per l'undicesima e ultima serie nel 2013.
Nel 2014, la Apsion ha interpretato Annette Walker in un episodio del dramma poliziesco Suspects, e più recentemente è apparsa in episodi di L'amore e la vita - Call the Midwife ne ruolo di Violet Buckle e in episodi di Doc Martin in quello di Jennifer Cardew.
Nel 2020 ha interpretato Beattie May in un episodio di Padre Brown.

## Vita privata
Apsion è una ex studente del Godalming College e dell'Università del Galles. È anche co-fondatrice e praticante del Rosen Method Bodywork nel Regno Unito, una pratica sanitaria alternativa che integra mente e corpo.

## Filmografia

### Cinema
- Lolita, regia di Adrian Lyne (1997)
- Zona di guerra (The War Zone), regia di Tim Roth (1999)
- La vera storia di Jack lo squartatore - From Hell (From Hell), regia di Albert e Allen Hughes (2001)
- About a Boy - Un ragazzo (About a Boy), regia di Paul e Chris Weitz (2002)
- In viaggio con Evie (Driving Lessons), regia di Jeremy Brock (2006)
- Ironclad, regia di Jonathan English (2011)

### Televisione
- Valle di luna (Emmerdale) – serial TV, 2 puntate (1988)
- Casualty – serie TV, episodio 5x07 (1990)
- Un assassino con me (The Widowmaker), regia di John Madden – film TV (1990)
- Screen One – serie TV, episodio 3x08 (1991)
- Soldier Soldier – serie TV, 30 episodi (1991-1995)
- Framed, regia di Geoffrey Sax – miniserie TV (1992)
- My Good Friend – serie TV, 7 episodi (1996)
- Hillsborough, regia di Charles McDougall – film TV (1996)
- Goodnight Mister Tom, regia di Jack Gold – film TV (1998)
- Metropolitan Police (The Bill) – serie TV, 21 episodi (1998-2005)
- Sunburn – serie TV, episodio 1x04 (1999)
- The Lakes – serie TV, 8 episodi (1999)
- L'ispettore Barnaby (Midsomer Murders) – serie TV, episodio 2x03-9x07 (1999-2006)
- The Mrs Bradley Mysteries – serie TV, episodio 1x01 (2000)
- The Sleeper, regia di Stuart Orme – miniserie TV (2000)
- Micawber – serie TV, 4 episodi (2001-2002)
- In Deep – serie TV, episodio 2x07 (2002)
- Helen West – serie TV, episodio 2x01 (2002)
- Coronation Street – serial TV, 4 puntate (2002)
- The Second Coming, regia di Adrian Shergold – miniserie TV (2003)
- Spooks – serie TV, episodio 2x05 (2003)
- Rockface – serie TV, episodio 2x07 (2003)
- Testimoni silenziosi (Silent Witness) – serie TV, episodi 7x03-7x04 (2003)
- Foyle's War – serie TV, episodio 2x04 (2003)
- Family Business – serie TV, episodio 1x04 (2004)
- Murder City – serie TV, episodio 1x03 (2004)
- Outlaws – serie TV, 12 episodi (2004)
- Shameless – serie TV, 40 episodi (2004-2013)
- Cuore d'Africa (Wild at Heart) – serie TV, episodio 1x05 (2006)
- Hotel Babylon – serie TV, episodio 4x06 (2009)
- Lewis – serie TV, episodio 4x02 (2010)
- In with the Flynns – serie TV, episodio 1x01 (2011)
- Body Farm - Corpi da reato (The Body Farm) – serie TV, episodio 1x04 (2011)
- Moving On – serie TV, episodio 3x02 (2011)
- A Mother's Son, regia di Edward Bazalgette – miniserie TV (2012)
- Doctors – serial TV, 1 puntata (2012)
- Holby City – serie TV, 3 episodi (2012-2014)
- Doc Martin – serie TV, 6 episodi (2013)
- The Village – serie TV, 12 episodi (2013-2014)
- Suspects – serie TV, episodio 1x03 (2014)
- L'amore e la vita - Call the Midwife (Call the Midwife) – serie TV (2015-in corso)
- The Halcyon – serie TV, 8 episodi (2017)
- Torvill & Dean, regia di Gillies MacKinnon – film TV (2018)
- Treadstone – serie TV, episodio 1x05 (2019)
- Padre Brown (Father Brown) – serie TV, episodio 8x02 (2020)

## Doppiatrici italiane
Nelle versioni in italiano delle opere in cui ha recitato, Annabelle Apsion è stata doppiata da:
- Claudia Razzi in La vera storia di Jack lo squartatore - From Hell
- Alessandra Grado in L'amore e la vita - Call the Midwife
- Anna Teresa Eugeni in The Halcyon